# Athabaska (rzeka)
Athabaska (ang. Athabasca River, fr. Rivière Athabasca) – rzeka w Kanadzie, w prowincji Alberta o długości 1231 km i powierzchni dorzecza blisko 153 tys. km². Wypływa z Gór Skalistych, w pobliżu szczytu Columbia. Athabaska płynie przez Park Narodowy Jasper, gdzie znajdują się znane wodospady Athabasca Falls, następnie przepływa przez jezioro Athabaska, po czym łączy się z rzeką Peace tworząc Rzekę Niewolniczą wpadającą do Wielkiego Jeziora Niewolniczego.
Głównymi dopływami Athabaski są Pembina i Clearwater (prawostronne). Na odcinku około 140 km w środkowym biegu tworzy liczne bystrza (m.in. Grand Rapids) i wodospady. W dolnym biegu jest żeglowna. Uznawana za jedną ze źródłowych rzek Mackenzie.